# 友井史人
友井 史人（ともい ふみと、1974年12月16日 - ）は、愛知県名古屋市千種区出身のリトアニアでの活動をしたタレント、コメディアン。アメリカの週刊誌、ニューズウィークの2007年度版世界が尊敬する日本人100人に選ばれている。
歴史の授業で杉原千畝を習ったのをきっかけにリトアニアへと興味を持ち、高校卒業後の1993年、リトアニアへと渡った。リトアニアではヴィリニュス大学にてリトアニア語を学ぶ傍らに東欧史を専攻した。大学2年時の1999年にリトアニア語がしゃべれる日本人という理由でリトアニアで放送されることが決まった「風雲!たけし城」の前後のコントを任された。アフロのカツラをかぶって出演し人気を博し、タレントとして様々な番組に出演するまでになった。
2005年日本国際博覧会では地元愛知で開催されたということもあり、リトアニア館においてアルギス・ラマナウスカス (Algirdas Ramanauskas) とともにリトアニアを紹介するビデオに出演。リトアニアを漫談風の会話で紹介している。